# Spätschizophrenie
Als Spätschizophrenie bezeichnet man eine Untergruppe der Schizophrenien mit einem Erkrankungsbeginn im höheren Lebensalter. Dieser Artikel stellt die Ergebnisse einer Konsens-Konferenz von 1999 dar.

## Historische Aspekte
Die Erstpublikation zur Spätschizophrenie findet sich bei Manfred Bleuler 1943. M. Bleuler hat 126 Patienten untersucht, deren Erkrankung nach dem 40. Lebensjahr auftrat. Er schätzte ca. 15 % Gesamtanteil der Spätschizophrenien. 4 % der Patienten war älter als 60 Jahre. In der Hälfte der Fälle war die Symptomatik ununterscheidbar zu denen mit einem Krankheitsbeginn in jungen Jahren.
In der englischen Literatur wird die Spätschizophrenie mit einem Krankheitseintritt ab dem 55.  oder 60. Lebensjahr definiert. Die Erkrankung wird dann in Anlehnung an Emil Kraepelin „Späte Paraphrenie“ genannt, um sie von der chronischen Schizophrenie zu unterscheiden. Kraepelin sah aber die Paraphrenie (Wahn und Halluzinationen ohne Beeinflussung der Affekte) nicht als eine Erkrankung des höheren Lebensalters an. In Zusammenhang mit der Entstehung der Gerontopsychiatrie wurde das Konzept der Spät-Paraphrenie rasch angenommen. Als wichtigste diagnostische Kriterien galten: vorwiegend Frauen, abnorme prämorbide Persönlichkeit, Taubheit.
Für die amerikanische Diskussion ist es bemerkenswert, dass es eine Übereinstimmung gibt in der Tatsache, dass es keine codierbaren Diagnosen für die Spätschizophrenie gab, weder im DSM noch im ICD. Man ging davon aus, dass sich eine Spätschizophrenie nicht von den üblichen Erkrankungsformen unterscheiden würde. DSM-IV legte fest: Ab einem Erkrankungsbeginn jenseits des 45. Lebensjahres überwiegen Frauen; deren Anamnese ist milder, es finden sich mehr paranoide Inhalte und weniger desorganisiertes Verhalten und weniger Negativsymptome. Hervorgehoben wird ein häufigeres Auftreten von sensorischen Defiziten bei sehr alten Patienten (über 60).

## Klinische Merkmale
Schon Bleuler berichtete über einige Besonderheiten bei der Spät-Schizophrenie. Die Hälfte der Patienten hatte „paraphrenie-ähnliche“ Symptome, war depressiv-ängstlich, kataton oder verwirrt-agitiert. Der andere Teil aus Bleulers Patienten-Kollektiv hatte Symptome, die denen der Schizophrenie mit typischem Beginn ähnelten, allerdings waren die Patienten weniger affektiv beeinträchtigt und hatten eine bessere Prognose.
In späteren Studien zeigte sich vor allem folgende Symptomkonstellation: die Patienten zeigen häufiger visuelle, taktile oder olfaktorische Halluzinationen, Verfolgungswahn, räumlichen Wahn (durchlässige Wände, Türen, Böden und Decken), akustische Halluzinationen  von anhaltend kommentierendem, anklagend und beschimpfendem Charakter. Die Patienten haben seltener formale Denkstörungen, Affektverflachung oder -abstumpfung. Patienten mit einem sehr späten Beginn der Erkrankung (älter als 60 Jahre) haben sehr selten formale Denkstörungen oder Negativsymptome.

## Epidemiologie
Da manche diagnostische Kriterien das Vorliegen einer Schizophrenie im späteren Alter ausschließen, sind ältere Patienten nicht in den epidemiologischen Studien repräsentiert. Die Punktprävalenz für Wahnideen im Alter wird auf 4–6 % geschätzt, wobei die meisten dieser Patienten dement sein dürften. Der Gesamtanteil der Spätschizophrenien wird auf etwa 20 % geschätzt. Für Menschen, die älter als 65 Jahre sind, wird die Gesamtprävalenz (community prevalence) auf 0,1 bis 0,5 % geschätzt. Es gibt Daten für die Inzidenz von 12/100.000 pro Jahr für Schizophrenien mit einem Erkrankungsbeginn über 44 Jahren. Die Inzidenz scheint mit zunehmendem Alter zu steigen.

## Risikofaktoren
Das Überwiegen von Frauen bei Spätschizophrenie ist ein „robuster“ Befund. Er geht nicht auf sekundäre Faktoren zurück, obwohl bestimmte Stressoren eine Rolle spielen können (Rente, Tod von Angehörigen, finanzielle Nöte und körperliche Behinderung). Das Risiko für Angehörige von Patienten mit einer Spätschizophrenie ist bislang noch ungewiss da sich Studien hier widersprechen und es bislang noch keinen Konsens gibt. Manche Studien stellten fest, dass die Erblichkeit geringer ist für Angehörige von Personen mit Spätschizophrenie während viele andere Studien keinen redewerten Unterschied feststellten. Bei Patienten mit einem Erkrankungsbeginn über 65 Jahre (very late-onset) findet man sehr häufig eine Schwerhörigkeit. Bei Patienten mit einem Erkrankungsalter ab 40 Jahren ist dies ein seltenerer Befund. Patienten mit einer Spätschizophrenie haben seltener prämorbide Auffälligkeiten in den Bereichen Arbeit, Ausbildung und soziales Funktionieren. Dennoch finden sich häufiger prämorbid schizoide oder paranoide Persönlichkeitszüge, die nicht die Kriterien für eine Persönlichkeitsstörung erfüllen.

## Bildgebung
Die für jüngere Patienten typischen morphologischen Befunde aus CCT-  und MRT-Studien finden sich auch bei den Patienten mit Spätschizophrenie: Ventrikelasymmetrie, Volumenminderung des linken Temporallappens, des linken Gyrus temporalis superior. Volumenverminderungen des Thalamus sind auch berichtet worden. Cerebrovaskuläre Veränderungen tragen nicht wesentlich zur Erkrankung bei. In der funktionellen Bildgebung konnten Befunde für die bekannte Hypofrontalität repliziert werden. Rezeptor-PET-Studien zeigten keine einheitlichen Befunde in Bezug auf die D2-Rezeptor-Dichte. Studien zu Ereignis-korrelierten Potentialen zeigten ähnliche Befunde wie bei jüngeren Patienten.

## Neuropsychologische Beeinträchtigungen
Es gibt keine einheitlichen Befunde  bei Untersuchungen über die neuropsychologischen Beeinträchtigungen von gealterten Schizophrenen. Allerdings zeigen diese Patienten nie solche Beeinträchtigungen, wie sie für neurodegenerative Erkrankungen typisch sind. Junge Schizophrene zeigen bei den meisten kognitiven Aufgaben Einschränkungen. Patienten mit Spätschizophrenie haben bei Vergleichen innerhalb der Altersgruppe deutliche Einschränkungen in den Bereichen: Exekutivfunktionen (planendes Handeln), Lernen, Motorik und Sprache. Sie zeigen aber keine Einschränkungen beim Wisconsin Card Sorting Test (frontal lobe functioning) oder im California Verbal Learning Test.

## Ansprechen auf Therapie
Patienten mit einer Spätschizophrenie erhalten in aller Regel geringere Dosen an typischen Neuroleptika. Es wird berichtet, dass bei der Hälfte der Patienten komplette Remissionen eintreten. Atypika scheinen nicht alle Symptome zu beseitigen.

## Consensus Statement
Die internationalen „Late-Onset Schizophrenia“ Gruppe hat 1999 folgende Empfehlungen gemacht:
Einleitung: Die Schizophrenie ist eine heterogene Erkrankung und besteht vermutlich aus einer Gruppe verwandter Erkrankungen. Deshalb wird vorgeschlagen zwei Erkrankungstypen zu unterscheiden:
- Late-onset Schizophrenia (> 40 Jahre)
- Very-late-onset schizophrenia-like Psychosis

Symptomvielfalt (Heterogenität) bei Spätschizophrenie: Schizophrenie-ähnliche Psychosen können sich zu jedem Zeitpunkt des Lebens von Kindheit bis zum Alter manifestieren. Die Vielfalt der Symptome ist am größten in den Alterextremen Kindheit und spätes Alter.
Epidemiologie: Generell gilt, dass Frauen später als Männer erkranken. Es gibt für die Inzidenz der Schizophrenie drei Altersschwerpunkte: Frühes Erwachsenenalter (< 25 J.), mittleres Alter (~ 40 J.) und höheres Alter (> 60 J.). Ein sehr später Beginn der Erkrankung (> 60 J.) scheint im Zusammenhang mit sensorischen Defiziten (Taubheit) und sozialer Isolierung aufzutreten.
Symptomatologie: Patienten mit einer Schizophrenie mit spätem und sehr spätem Beginn ähneln sich vor allem im Bereich der Positivsymptome. Bei Patienten, die älter als 60 Jahre waren, fand man überraschend selten formale Denkstörungen, weniger affektive Beeinträchtigungen und häufiger optische Halluzinationen. Es ist nicht klar, ob diese Besonderheiten der Symptome Hinweise für eine eigenständige pathophysiologische Verursachung darstellen.
Pathophysiologie: Es gibt keine Hinweise für eine Komorbidität von Demenz und Spätschizophrenie. Alte Patienten mit einer Spätschizophrenie unterscheiden sich in ihren kognitiven Fähigkeiten alterbereinigt nicht von den jungen Patienten. Auch die Befunde der Bildgebung unterscheiden sich in den Altersgruppen nicht.
Ätiologie: Es gibt bislang keine Hinweise für eine familiäre Häufung bei Spätschizophrenien, ähnlich der Befunde wie bei der Schizophrenie mit typischen Beginn. Bei den Verwandten von Patienten mit einer Spätschizophrenie findet sich keine Häufung für Erkrankungen wie Morbus Alzheimer, Vasculäre Demenz oder  Lewy Body Demenz.
Altersschwellen: Die Consensusgruppe empfiehlt aufgrund epidemiologischer Daten und aus Gründen der Forschungsorganisation eine Altersschwelle von 60 Jahren für die Definition der Schizophrenie mit sehr spätem Beginn. Die Altersschwelle von 40 Jahren für die Definition der Schizophrenie mit spätem Beginn blieb umstritten.
Nomenklatur: Die Consensusgruppe Empfahl die Bezeichnung  „Late-onset Schizoprenie“ (Spätschizophrenie) für Patienten in der Altersgruppe 40–60 Jahren und die Bezeichnung „Very-late-onset schizophrenia-like Psychosis“ (Spätschizophrenie+) für Patienten der Altersgruppe über 60 Jahren.
Behandlungsleitlinien: Voraussetzung jeder Behandlung der Spätschizophrenie ist eine sorgfältige diagnostische Prozedur (Volhard: „Vor die Therapie haben die Götter die Diagnose gesetzt“). Organische Ursachen für Psychosen müssen im Alter sorgfältig ausgeschlossen werden. Eine Behandlung ohne Medikamente ist im Falle der Spätschizophrenie bislang nicht Gegenstand systematischer Untersuchungen gewesen. Psychosoziale Behandlungsansätze müssen darauf ausgerichtet sein, krankheitsassoziierten Stress zu reduzieren. Die Behandlung mit Neuroleptika ist der wichtigste Teil des Behandlungskonzeptes der Spätschizophrenie. Man sollte mit sehr niedrigen Dosen beginnen und sehr langsam die Dosis anpassen. Üblicherweise wirken bei Patienten über 40 Jahren ¼ bis ½ der konventionellen Dosen und bei Patienten über 60 Jahren 1/10 der Dosis, wie sie bei jungen Patienten üblich ist. Bei alten Menschen sollte eine Depotmedikation sehr niedrig dosiert werden, Clozapin ist zu meiden, und die Atypika haben klare Vorteile in der Behandlung.
Forschungsperspektiven: Die Konsensus-Gruppe empfiehlt für epidemiologische Studien, die Diagnosekriterien so anzupassen, dass die Existenz der Spätschizophrenie nicht ausgeschlossen wird. Da die Erkrankung selten ist, sind Multicenter-Studien unerlässlich. Da Frauen häufiger erkranken sollte bei Studien berücksichtigt werden, dass sich bei der Beurteilung der Prävalenz von Symptomen wie sozialer Aktivität systematische Fehler einstellen, wenn Daten nicht gegen das Geschlecht der Probanden korrigiert werden. Für die Beurteilung kognitiver Defizite bei Spätschizophrenien sind psychologische Tests entsprechend dem Alter anzupassen. Die Rolle des Östrogenentzuges sollte bei der Entstehung der Spätschizophrenie weiter untersucht werden. Zur Klärung der Frage der adäquaten psychopharmakologischen Behandlung sind Rezeptor-PET Studien der entsprechenden Altersgruppe wünschenswert.